# Taeniopora exigua
Taeniopora exigua is een mosdiertjessoort uit de familie van de Cystodictyonidae. De wetenschappelijke naam van de soort is voor het eerst geldig gepubliceerd in 1874 door Nicholson.